# John Parsons Alexander
John Parsons Alexander (Barcelona, 14 d'abril de 1875 - Barcelona, 18 de novembre de 1960) fou un futbolista anglo-català de la dècada de 1900.

## Trajectòria
Nascut a Barcelona, d'origen anglès, fou un dels pioners del futbol a Catalunya. La seva posició al camp era la d'interior o extrem dret. Jugà a futbol amb la Societat de Barcelona el 1895, i amb la colònia anglesa de Barcelona (o Team Anglès) el 1899. L'any 1899 fou un dels dotze homes que signaren l'acta de fundació del FC Barcelona, juntament al seu germà William, malgrat en el primer partit del club jugà en el bàndol rival, l'equip de la colònia anglesa. Hi romangué fins a la temporada 1903-04, disputant 41 partits en els quals marcà 15 gols. Guanyà una Copa Macaya (1901-02) i una Copa Barcelona (1902-03). A més, fou vicepresident del club entre el desembre del 1900 i el novembre del 1901 amb Walter Wild de president. També fou un dels fundadors del Barcelona Lawn Tennis Club.

## Palmarès
- Campionat de Catalunya de futbol:
  - 1901-02, 1902-03